# Izomerie cis-trans

cis-2-butenă

trans-2-butenă

Izomeria cis–trans (numită și izomerie geometrică) este un tip de izomerie întâlnit în special chimia organică, la unii compuși nesaturați dienici, precum alchenele sau cicloalchenele. Izomerii cis–trans sunt stereoizomeri. Izomerii cis și trans pot să existe atât pentru moleculele organice, cât și pentru compușii anorganici (în complecșii coordinativi). 

## Etimologie
Prefixele „cis” și respectiv „trans” provin din limba latină. În contextul chimiei, cis indică faptul că grupele funcționale se află de aceeași parte a catenei de carbon, în timp ce trans indică o localizare opusă a grupelor funcționale față de catenă.
Termenul de „izomerie geometrică” este considerat de către IUPAC ca fiind învechit, iar folosirea sa este descurajată.